# Il Ghazi ibn Ortoq
Najm ad-Din Il Ghazi ibn Ortoq († 1122) était un officier turc de la famille des Ortoqides au service des Seldjoukides, fils d’Ortoq ibn Aksab. Il était seigneur de Mardin et devient atabeg d’Alep de 1118 à 1122.

## Biographie
Son frère Soqman ibn Ortoq succède à son père en 1091 comme gouverneur de Jérusalem sous la suzeraineté de Tutuş, sultan seldjoukide de Syrie, puis sous celle de son fils Duqâq, émir de Damas, qui lui succède en 1095. En 1098, profitant des difficultés des Seldjoukides aux prises avec les croisés qui assiègent Antioche, le vizir fatimide al-Afdal Shâhânshâh attaque la Palestine et prend Jérusalem défendue par Soqman et Il Ghazi. Ces derniers peuvent cependant rejoindre librement Damas, mais comme leurs autres fiefs se trouvent dans le nord de la Syrie, ils partent pour Alep où ils se mettent au service de Ridwan, le frère et ennemi de Duqâq.
Son frère remporte en 1104 la bataille de Harran sur les Francs, mais meurt peu après en tentant de dégager Tripoli des troupes de Raymond de Saint-Gilles qui assiègent la ville, tandis qu’Il Ghazi gère le fief familial de Mardin. Peu après, Il-Ghazi est nommé commissaire du sultan seldjoukide auprès du calife et, allié à Ridwan, émir d'Alep et à Albî ibn Arslântâsh, seigneur de Sinjâr, attaque Jekermish, atabeg de Mossoul en mai 1106. Jekermish ne s'en sort qu'en suscitant la discorde entre les alliés, qui ne tardent pas à se séparer. En avril 1110, il se joint à la contre croisade de Mawdûd ibn Altûntâsh, mais cette dernière échoue à reprendre Édesse. L'année suivante, il ne prend part à la contre croisade, se contentant d'y envoyer son fils Ayâz, mais participe à celle de 1113.
Il Gahzi rejette alors la suzeraineté du sultan seldjoukide. Mawdûd ayant été assassiné en 1113, c'est le nouvel atabeg de Mossoul, Aq Sonqor Bursuqî qui prend le relai des contre croisades, qui soumet Il-Ghazi en mai 1114 et qu'il oblige à fournir un détachement pour l'aider à assiéger Édesse. Mais Bursuqî se brouille avec Il Ghazi, fait arrêter Ayâz, et les ortoqides font alors front commun pour mettre Bursuqî en déroute. En 1115, les principaux émirs syriens, Il-Ghazi à Mardin, Lûlû à Alep et Tughtekin à Damas font alliance et s'allient aux Francs contre une nouvelle contre croisade de Bursuqî.
En 1117, l'eunuque Lûlû qui dirige Alep au nom de l'émir Soltan Shah est assassiné. La ville est alors sous la menace de Roger de Salerne, prince régent d'Antioche, et les Alépins décident qu'il doivent avoir un émir ferme et puissant pour les sauver des Francs, et choisissent Il-Ghazi. Ce dernier prend possession d'Alep au cours de l'été 1118, épouse une fille de Ridwan et exile Soltan Shah,. Il résiste comme il peut aux Francs envoie sans arrêt des demandes de soutien à Bagdad, mais sans recevoir de réponses en raison des querelles de pouvoir qui secouent la ville. Roger de Salerne multiplie les incursions et les provocations vis-à-vis d'Alep, et Il Ghazi décide de lui faire la guerre. Il remporte le 28 juin 1119 la bataille du Champ du Sang sur Roger de Salerne, régent d’Antioche qui est tué au cours de la bataille, mais ne peut exploiter son succès, bien que soutenu par Tughtekin, car le roi Baudouin II lui impose de battre retraite lors de la bataille de Hab le 14 août 1119.
En 1120, Il Ghazi tente d'envahir le comté d'Édesse et le ravage, mais Baudouin II intervient à nouveau et le force à battre retraite.
En 1121, il conclut une paix fragile avec les croisés et déclare le Jihad en envahissant la Géorgie avec une armée de 350 000 hommes, en partie dirigée par son beau-fils Sadaqah et le Sultan de Ganja Malik. David IV de Géorgie et ses 40 000 soldats coumans dirigés par Otrok lui infligent une défaite catastrophique à Didgori le 12 août 1121. Dans sa chronique exagérée par la sympathie chrétienne, Mathieu d'Edesse récite que seul Il Ghazi, grièvement blessé, et son beau-fils s'échappent du champ de bataille.
Il Ghazi meurt des blessures peu après, le 3 novembre 1122, et ses possessions sont partagées entre son fils ainé Shems al-Dawla Sulaîmân, qui reçoit Maiyâfâriqîn, son second fils Husâm ad-Dîn Temür Tash qui reçoit Mardin, son neveu Balak qui reçoit Kharpût et son autre neveu Badr al-Dawla Sulaîmân qui reçoit Alep.

### Sources
- René Grousset, Histoire des croisades et du royaume franc de Jérusalem - I. 1095-1130 L'anarchie musulmane, Paris, Perrin, 1934 (réimpr. 2006), 883 p.
- Amin Maalouf, Les Croisades vues par les Arabes, J’ai lu, 1983 (ISBN 978-2-290-11916-7)